# Viborg Amt
|  | For amtet før forrige kommunalreform, se Viborg Amt (før 1970) |
Viborg Amt var en administrativ enhed indtil 2007 i den nordvestlige del af Jylland. Amtet blev oprettet som led i Kommunalreformen i 1970 ved en sammenlægning af Thisted og Viborg amter samt mindre områder (Estvad, Rønbjerg og Kølvrå) fra Ringkøbing Amt.

## Kommuner
Amtet bestod af følgende kommuner:
| Bjerringbro Kommune | Skive Kommune     |
| Fjends Kommune      | Spøttrup Kommune  |
| Hanstholm Kommune   | Sundsøre Kommune  |
| Hvorslev Kommune    | Sydthy Kommune    |
| Karup Kommune       | Thisted Kommune   |
| Kjellerup Kommune   | Tjele Kommune     |
| Morsø Kommune       | Viborg Kommune    |
| Møldrup Kommune     | Aalestrup Kommune |
| Sallingsund Kommune |                   |

## Amtsborgmestre
- 1970 – 1989 Peter E. Eriksen (1920-1994), tidligere folketingsmedlem (Venstre)
- 1990 – 2006 Bent Hansen (født 1948), senere regionsrådformand (Socialdemokraterne)

## Statistisk kilde
Danmarks Statistik, Statistikbanken.dk

## Strukturreformen
Som led i Strukturreformen ophørte amtet ved midnat 31. december 2006. Den nordlige halvdel kom i Region Nordjylland, mens den sydlige halvdel kom i Region Midtjylland, som begge viderefører amtets gamle opgaver sammen med de nye kommuner og staten.

### De nye kommuner i det gamle Viborg Amt
| - Thisted Kommune - Morsø Kommune | - Viborg Kommune - Silkeborg Kommune - Vesthimmerlands Kommune - Mariagerfjord Kommune |